# Guaraniticus lesserti
Guaraniticus lesserti is een hooiwagen uit de familie Gonyleptidae.